# Mamadou Kané
Mamadou Kané (ur. 22 stycznia 1997 w Konakry) – piłkarz gwinejski grający na pozycji środkowego pomocnika. Od 2018 jest piłkarzem klubu Olympiakos SFP.

## Kariera klubowa
Swoją karierę piłkarską Kané rozpoczął w klubie Satellite FC. W sezonie 2014/2015 zadebiutował w jego barwach w gwinejskiej pierwszej lidze. W 2016 roku odszedł do AS Kaloum Star, a w 2017 przeszedł do Gangan FC, w którym grał do końca 2018 roku.
Na początku 2019 roku Kané został zawodnikiem azerskiego Neftçi PFK. Swój debiut ligowym w nim zaliczył 3 lutego 2019 w zremisowanym 1:1 wyjazdowym meczu z Qarabağem FK. w sezonach 2018/2019 i 2019/2020 wywalczył z nim dwa wicemistrzostwa Azerbejdżanu, a w sezonie 2020/2021 został z nim mistrzem kraju.
Latem 2021 Kané odszedł za 300 tysięcy euro do Olympiakosu SFP. Niedługo potem został na pół sezonu wypożyczony do Neftçi.
| Sezon   | Klub           | Kraj        | Rozgrywki            | Mecze | Gole |
| ------- | -------------- | ----------- | -------------------- | ----- | ---- |
| 2014/15 | Satellite FC   | Gwinea      | Championnat National | ?     | ?    |
| 2015/16 | Satellite FC   | Gwinea      | Championnat National | ?     | ?    |
| 2016/17 | AS Kaloum Star | Gwinea      | Championnat National | ?     | ?    |
| 2017/18 | Gangan FC      | Gwinea      | Championnat National | ?     | ?    |
| 2018/19 | Gangan FC      | Gwinea      | Championnat National | ?     | ?    |
| 2018/19 | Neftçi PFK     | Azerbejdżan | Premyer Liqası       | 9     | 0    |
| 2019/20 | Neftçi PFK     | Azerbejdżan | Premyer Liqası       | 16    | 0    |
| 2020/21 | Neftçi PFK     | Azerbejdżan | Premyer Liqası       | 25    | 0    |
| 2021/22 | Neftçi PFK     | Azerbejdżan | Premyer Liqası       | 11    | 1    |

## Kariera reprezentacyjna
W reprezentacji Gwinei Kané zadebiutował 15 listopada 2020 roku w zremisowanym 1:1 meczu kwalifikacji do Pucharu Narodów Afryki 2021 z Czadem rozegranym w Ndżamenie. W 2022 roku został powołany do kadry na Puchar Narodów Afryki 2021. Rozegrał na nim dwa mecze: grupowe z Malawi (1:0) i z Zimbabwe (1:2).